# Franz Stoll (Politiker)
Franz Xaver Stoll (* 3. November 1902 in Haag; † 15. November 1956 in Innsbruck) war ein österreichischer Politiker (ÖVP) und Tischlermeister. Er war 1956 Abgeordneter zum österreichischen Nationalrat.

## Leben und Wirken
Franz Stoll wurde am 3. November 1902 als uneheliches Kind der Cäcilia Stoll (* 4. November 1880), zum damaligen Zeitpunkt Dienstmagd am heute (Stand: 2024) noch immer existierenden Stibitzhof, in Haag geboren und am 4. November 1902 auf den Namen Franz Xaver getauft.
Stoll verbrachte seine Jugend- und Lehrzeit in Grein und war des Weiteren in der väterlichen Werkstatt in Aschbach beschäftigt. In der Folge verbrachte er seine Gesellen- und Wanderjahre unter anderem in Wien, Mailand, Köln, Stuttgart und Budweis. Danach war er als Geselle bei verschiedenen Innsbrucker Firmen beschäftigt. 1932 machte sich Stoll mit einem eigenen Tischlereiunternehmen selbständig. Er wurde in der Folge in der Tischlergenossenschaft führend aktiv und wurde 1945 zum Landesinnungsmeister gewählt. 1947 stieg er zudem zum Kammerrat als Vertreter der holzverarbeitenden Gewerbe auf. 1950 übernahm er zudem das Amt des Vizepräsidenten der Tiroler Handelskammer, wobei er 1955 wiedergewählt wurde. Des Weiteren machte er sich als Vorstandsmitglied der Innsbrucker Messegesellschaft und als Förderer des Handwerkes bei verschiedenen Messen und Ausstellungen verdient. 1953 wurde ihm der Berufstitel Kommerzialrat verliehen, 1956 wurde er Bundesinnungsmeister der Tischler Österreichs. Er war Mitglied der Landesleitung des Österreichischen Wirtschaftsbundes Tirol und wurde am 14. November 1953 in den Innsbrucker Gemeinderat gewählt. Gleichzeitig übernahm er die Funktion eines Stadtrates und wirkte als Mitglied im Bauausschuss bzw. Finanzkontrollausschuss sowie als Ersatzmitglied des Verkehrsausschusses. Vom 8. Juni 1956 bis zu seinem Tod war er kurzfristig auch Mitglied des Nationalrates.
Stoll verstarb infolge eines erneuten Herzanfalles kurz nach seinem 54. Geburtstag am 15. November 1956 in Innsbruck. 